# 鰻形無鰭蛇鰻
鰻形無鰭蛇鰻為輻鰭魚綱鰻鱺目糯鰻亞目蛇鰻科的其中一種，分布於東大西洋區，包括地中海西部、毛利塔尼亞及維德角群島海域，棲息深度10-40公尺，體長可達49.3公分，棲息在泥底質海域，會將身體躲藏於泥沙中，屬肉食性。

## 擴展閱讀
維基物種上的相關：鰻形無鰭蛇鰻